# Лазе-при-Драмлях
Лазе-при-Драмлях (словен. Laze pri Dramljah) — поселення в общині Шентюр, Савинський регіон, Словенія. 
Висота над рівнем моря: 307,7 м.